# Karolyn Grimes

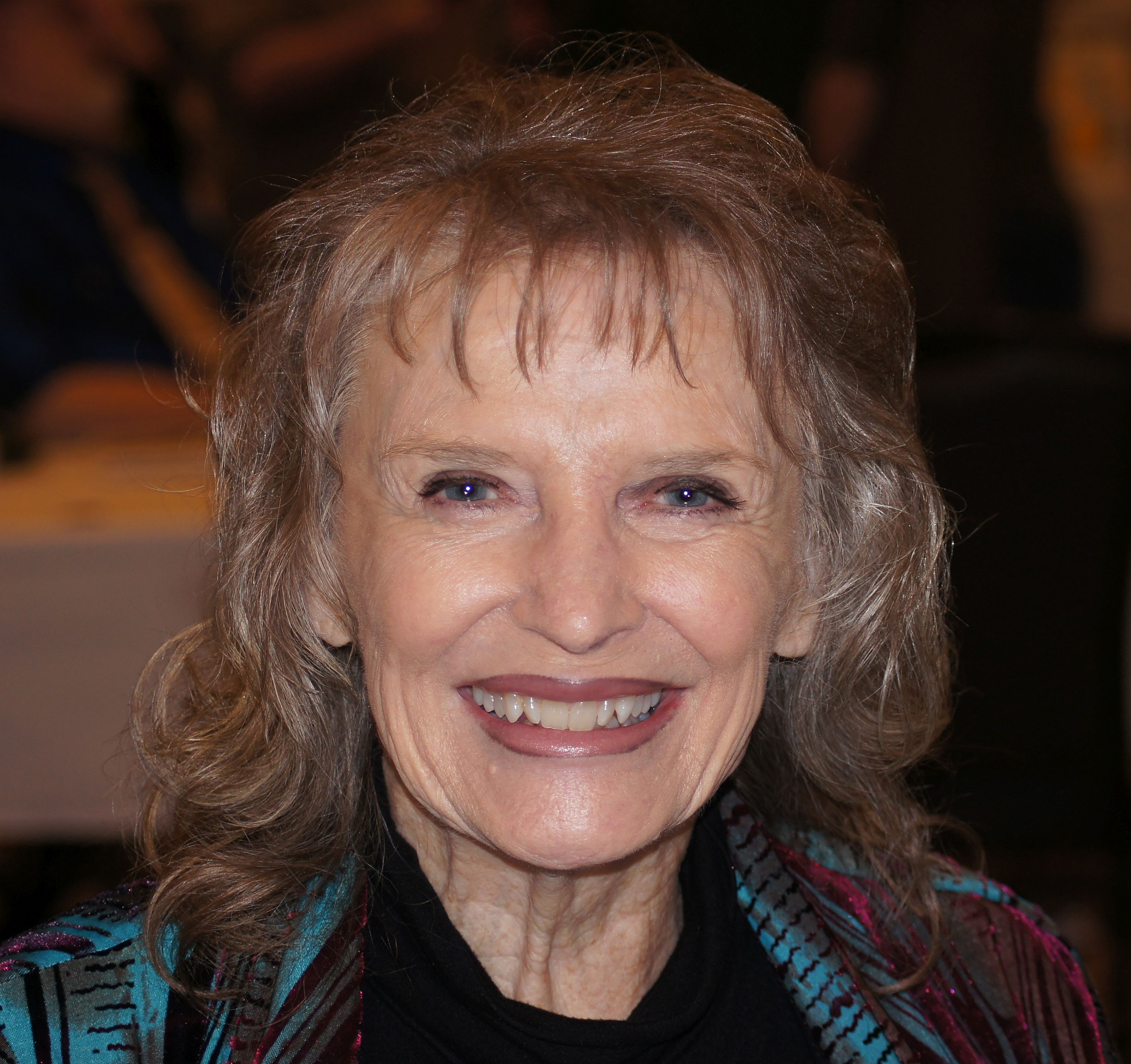
Karolyn Grimes (2019)

Karolyn Grimes (* 4. Juli 1940 in Hollywood, Kalifornien) ist eine ehemalige US-amerikanische Kinderschauspielerin.

## Leben und Karriere
Karolyn Grimes wuchs in Los Angeles auf und kam auf Betreiben ihrer Mutter ins Schauspielgeschäft. Ihr Filmdebüt machte sie im Alter von fünf Jahren. Ihre bekannteste Rolle spielte sie 1946 im Weihnachtsfilm-Klassiker Ist das Leben nicht schön? als Zuzu Bailey, die jüngste Tochter des von James Stewart gespielten George Bailey. Im Film spricht sie hierbei den berühmten Satz „Und jedes Mal, wenn ein Glöckchen klingelt, bekommt ein Engel seine Flügel“ (Every time a bell rings an angel gets his wings). Mit Jede Frau braucht einen Engel trat sie im folgenden Jahr noch in einem weiteren Weihnachtsfilm an der Seite von Cary Grant, Loretta Young und David Niven auf. 1950 hatte sie eine weitere Nebenrolle in dem Western Rio Grande von John Ford als kleines Mädchen, das zusammen mit anderen Kindern von Indianern entführt wird. Sie trat bis 1952 in insgesamt 16 Kinofilmen auf, danach war sie noch in zwei Fernsehproduktionen zu sehen. 
Karolyn Grimes musste in ihrem späteren Leben viele Schicksalsschläge hinnehmen. Ihre Mutter starb durch eine früh eintretende Demenz, als Karolyn zwölf Jahre alt war; ihr Vater kam knapp drei Jahre später bei einem Autounfall ums Leben. Daraufhin musste sie nach Missouri zu ihrer Tante und ihrem Onkel ziehen, die sie im Nachhinein als religiöse Fanatiker beschrieb. Dieser Umzug beendete zugleich ihre Karriere in Hollywood. Sie besuchte später die University of Central Missouri und arbeitete daraufhin als Medizintechnikerin. Grimes ist Mutter von fünf Kindern und zwei Stiefkindern. Ihr erster Ehemann kam bei einem Jagdunfall ums Leben, ihr 18-jähriger Sohn beging 1989 Suizid und ihr zweiter Ehemann starb 1994 an Krebs.
Ab den 1980er-Jahren nahm die Popularität von Ist das Leben nicht schön? so stark zu, dass sie mit zahlreichen öffentlichen Auftritten ihre finanziellen Schwierigkeiten beheben konnte. Ironischerweise hatte sie den Film, bis sie 40 Jahre alt war, nie gesehen. Sie tritt bei Fanfestivals und Events, bei denen der Film gezeigt wird, als häufiger Gast auf. 2020 übernahm sie eine kleine Rolle in Canaan Land, ihrem ersten Film seit 68 Jahren.

## Filmografie
- 1945: That Night With You
- 1945: Pardon My Past
- 1946: Blau ist der Himmel (Blue Skies)
- 1946: Schwester Kenny (Sister Kenny)
- 1946: Ist das Leben nicht schön? (It’s a Wonderful Life)
- 1947: Sweet and Low (Kurzfilm)
- 1947: Philo Vance’s Gable
- 1947: Die Privataffären des Bel Ami (The Private Affairs of Bel Ami)
- 1947: Es begann in Schneiders Opernhaus (Mother Wore Tights)
- 1947: Die Unbesiegten (Unconquered)
- 1947: Jede Frau braucht einen Engel (The Bishop's Wife)
- 1948: Der Rächer der Todesschlucht (Albuquerque)
- 1949: Der Berg des Schreckens (Lust for Gold)
- 1950: Rio Grande
- 1951: Honeychile
- 1952: Hans Christian Andersen und die Tänzerin (Hans Christian Andersen)
- 1953: Kleine Spiele aus Übersee (Fireside Theatre; Fernsehserie, eine Folge)
- 1954: The Ford Television Theatre (Fernsehserie, eine Folge)
- 2020: Canaan Land